# Jerry Hall
Jerry Faye Hall (nascida em 2 de julho de 1956) é uma modelo e atriz americana. Ela começou a atuar como modelo na década de 1970 e se tornou uma das modelos mais procuradas do mundo. Seu trabalho como atriz começou a partir do filme Batman, de 1989. Hall foi parceira de longa data do vocalista dos Rolling Stones, Mick Jagger, com quem tem quatro filhos. Ela é também ex-esposa do magnata da mídia Rupert Murdoch.

## Vida pregressa
Hall nasceu em Gonzales, Texas, filha de Marjorie (nascida Sheffield), uma bibliotecária de registros médicos, e John P. Hall. Ela é descendente de ingleses, irlandeses e holandeses, e foi criada no subúrbio de Mesquite, Texas, em Dallas.[carece de fontes?].
Hall se formou na North Mesquite High School aos 16 anos. Enquanto estava no ensino médio, ela também teve aulas no Eastfield College em tiro com arco, tênis e ginástica . Hall é fluente em francês desde os 16 anos.[carece de fontes?]
Ela tem uma irmã gêmea, Terry, cujos trabalhos incluem uma loja de fotografia e gravura, investimentos e corretagem de imóveis. Elas têm três irmãs mais velhas, incluindo Rosy Hall, uma das primeiras cheerleaders do Dallas Cowboys.
Na série de TV Quem você pensa que é?, Hall descobriu que era descendente de Humphrey Best, um associado do pioneiro americano Daniel Boone.

## Carreira

### Modelagem
Jerry Hall e sua irmã gêmea, Terry, estavam na Riviera Francesa tomando sol em uma praia de Saint Tropez quando o agente de moda Claude Haddad as descobriu. Ela se mudou para Paris, onde dividiu um apartamento com a cantora Grace Jones e a atriz Jessica Lange. Sua carreira de modelo começou quando ela apareceu, vestida de sereia, na capa do álbum Siren (1975) do Roxy Music.
Em 1977, Hall estava em 40 capas de revistas, incluindo a Vogue italiana e a Cosmopolitan. Ela auferia ganhos como modelo superiores a US$1.000 por dia. Seus longos cabelos loiros e altura de 1,83 m rapidamente a tornaram uma das modelos mais visíveis e fotografadas da época.
Em 2016, Hall ganhou o Lifetime Achievement Award do Fashion Group International Dallas.
Hall também foi musa dos artistas Francesco Clemente, Ed Ruscha e Lucian Freud, e modelou para Andy Warhol muitas vezes.

### Atuação

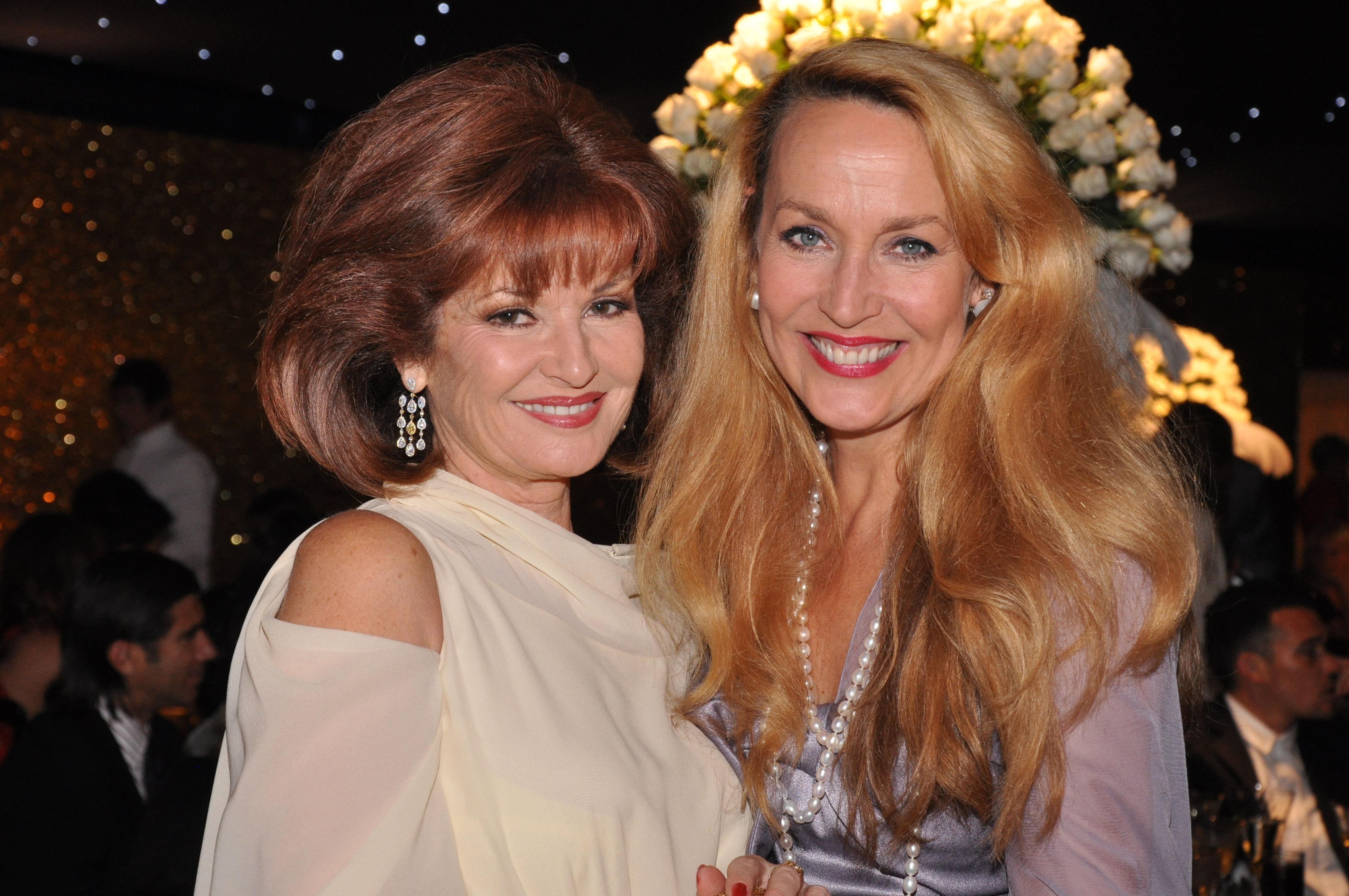
Hall com Stephanie Beacham, junho de 2009

Hall atuou em Urban Cowboy (1980) e Batman do diretor Tim Burton (1989).
Ela fez sua estreia profissional no palco interpretando Cherie em um renascimento de Bus Stop (um papel desempenhado por Marilyn Monroe na adaptação cinematográfica), em julho de 1988. Ela reprisou o papel nos palcos do London West End, em 1990.
Em 1990, ela se juntou a muitos outros convidados para a apresentação massiva de Roger Waters, interpretando The Wall, em Berlim.
Ela também apareceu em comerciais para Bovril.
Hall desempenhou o papel de Miss Scarlett no programa de televisão britânico de 1993 Cluedo e na série de TV The Detectives. No início dos anos 2000, ela apareceu como a Sra. Robinson em uma produção da Broadway, The Graduate. Hall apresentou a si mesma no documentário Being Mick (2001), e, em Brighton, na peça Picasso's Women em 2002.
Hall foi presenteada com o Guinness World Record em fevereiro de 2004 por fazer o maior número de aparições musicais em uma única noite; ela se apresentou em seis shows para 9,124 espectadores no West End de Londres.
Em 2005, Hall apareceu no palco do West End interpretando Mother Lord na primeira produção londrina de Cole Porter's High Society. Hall forneceu a voz para a irmã Penelope no desenho animado britânico Popetown, exibido pela primeira vez na Nova Zelândia durante o ano. Em 2007, Hall estrelou o programa de TV britânico Hotel Babylon. Ela também apareceu na série de comédia da BBC French and Saunders.
Em junho de 2012, Hall fez uma aparição de uma semana com David Soul no Gaiety Theatre, Dublin, em uma reprise da peça Love Letters, indicada ao Prêmio Pulitzer, de AR Gurney. Em 10 de setembro de 2012, Hall foi anunciada como concorrente da décima temporada do show de dança britânico Strictly Come Dancing. Seu parceiro profissional foi Anton du Beke. Ela foi a segunda celebridade a ser eliminada da competição.
Sua autobiografia, Jerry Hall: My Life in Pictures, foi publicada em 2010.

### Outros empreendimentos
Em 2000, Hall foi juíza do Prêmio Whitbread. Ela defendeu a tradução do poema Beowulf por Seamus Heaney.
Em 2005, Hall estava no centro de Kept, um reality show baseado em sua busca por um homem preso.
Em 2010, ela vendeu sua coleção de arte através da Sotheby's. Quatro anos depois, ela se apresentou em Glastonbury . Ela ainda compôs letras para músicas country e ocidentais.

## Vida pessoal
Hall começou a namorar o músico Bryan Ferry em 1975, deixando-o por Mick Jagger em 1977. Jagger e Hall realizaram uma cerimônia de casamento hindu em 21 de novembro de 1990, em Bali, Indonésia. O casamento putativo foi posteriormente declarado nulo e sem efeito ab initio pelo Supremo Tribunal da Inglaterra e País de Gales em 1999, determinando que o "casamento" não era legalmente válido de acordo com a lei indonésia ou inglesa. O casal tem quatro filhos juntos: Elizabeth Scarlett (nascida em 1984), James Leroy (nascido em 1985), Georgia May (nascida em 1992) e Gabriel Luke (nascido em 1997). O casal morava junto na Downe House, Richmond Hill, na Grande Londres, que Jagger comprou no início dos anos 1990. Eles se separaram em agosto de 1999.
Em 4 de março de 2016, Hall se casou com o magnata dos negócios de mídia Rupert Murdoch, em uma cerimônia na Igreja da Inglaterra de St Bride's, Fleet Street, oito semanas depois de anunciar seu noivado com uma listagem no jornal The Times de Murdoch. Em 22 de junho de 2022, o The New York Times, citando duas fontes anônimas, informou que o casal estava se divorciando. Hall pediu o divórcio em 1º de julho de 2022, citando diferenças irreconciliáveis.